# 瑟克峽灣
67°18′S 58°39′E / 67.300°S 58.650°E
瑟克峽灣（英語：Cirque Fjord）是南極洲的峽灣，位於恩德比地，處於洛角南面，由挪威製圖師根據該國探險隊拍攝的空中照片繪入地圖，現時由南極條約體系管理。